# 君主主権
君主主権（くんしゅしゅけん）とは、君主が主権を持つ政体である。
主権とは「国家（領土・領海・国民・国家体制等）を支配する権限」である。

## 概念
ヨーロッパにおいて発生した主権論は、当初は力を持った封建領主が、ローマ教皇や神聖ローマ帝国皇帝に対抗して、自己固有の権威を理論付けるためのものだった。そのため、主権と君主主権は同義であった。国王が有する王権も同義である。
その後、市民が力を持つようになり、国民主権や人民主権が唱えられるようになり、君主主権はこれらの対立概念となる。
近代を経て、その定義に当てはまる君主主権国の多くでは、君主は名目的にのみ主権者として扱われるようになった。
大日本帝国憲法下の日本では、君主主権（天皇主権説）に対抗して、国家法人説（国家主権説）に基づいた国家意志最終決定者としての天皇を唱える天皇機関説が生成された。
21世紀においてもイギリスをはじめとする英連邦王国諸国では、形式上は国王が主権者である。一方、日本国憲法下の日本では明示的に天皇の主権は否定されている。